# Comunismo cristiano

Símbolo del comunismo cristiano: La hoz y el martillo sustituyendo el martillo con una cruz latina.

El comunismo cristiano es una forma de comunismo religioso basado en el cristianismo. Es una teoría teológica y política basada en la tesis de que las enseñanzas de Jesús llevaría a los cristianos a apoyar el comunismo como sistema social ideal. Aunque sobre la fecha exacta en que fue fundado el comunismo cristiano no existe un acuerdo universal, muchos comunistas cristianos afirman que la evidencia de la Biblia sugiere que los primeros cristianos, incluidos los Apóstoles, establecieron pequeñas comunidades comunistas en los años posteriores a la muerte y resurrección de Jesús. Como tal, muchos defensores del comunismo cristiano y otros comunistas, incluido Karl Kautsky, sostienen que fue enseñado por Jesús y practicado por los mismos Apóstoles.  Esto lo confirman diversos historiadores. Incluso en pueblos "comunas" como las gnósticas (precristianas) especialmente conocida como el pueblo de los Esenios.
Hay quienes sostienen la opinión de que la Iglesia Cristiana Primitiva, como la descrita en los Hechos de los Apóstoles, fue una forma temprana de comunismo o socialismo religioso. La opinión es que el comunismo era sólo cristianismo en la práctica y Jesús fue el primer comunista.
El magisterio de la Iglesia Católica ha condenado abiertamente a las ideologías de carácter socialista y comunista (particularmente al marxismo) tanto por su filosofía materialista como por su "ideal falso de redención" y su perversión de los principios cristianos de justicia social, igualdad y fraternidad.
El comunismo cristiano puede ser visto como una rama radical del socialismo cristiano. Si bien los comunistas cristianos pueden o no estar de acuerdo con las diversas partes del marxismo, por lo general no están de acuerdo con las opiniones antirreligiosas en manos de los marxistas seculares, pero concuerdan con muchos de los aspectos económicos y existenciales de la teoría marxista, como la idea de que el capitalismo explota a la clase obrera mediante la extracción de plusvalía de los trabajadores en la forma de beneficios y que el trabajo asalariado es una herramienta de la alienación humana que promueve la autoridad arbitraria e injusta (Teología de la liberación). El comunismo cristiano, como el marxismo, también sostiene que el capitalismo alienta los aspectos negativos de la naturaleza humana, suplantando valores como la bondad, la justicia y la compasión en favor de la codicia, el egoísmo y la maldad.
Los comunistas cristianos también comparten algunos de los objetivos políticos de los marxistas, por ejemplo reemplazar el capitalismo por el socialismo, que a su vez debe ser seguido por el comunismo en un momento posterior en el futuro. Sin embargo, los comunistas cristianos a veces no están de acuerdo con los marxistas (y en particular con los leninistas) en el camino a seguir, en la forma en que debe ser organizada una sociedad socialista o comunista. En general, el comunismo cristiano evolucionó independiente del marxismo, y los comunistas cristianos comparten las conclusiones, pero no las premisas subyacentes de los comunistas marxistas.

## Historia

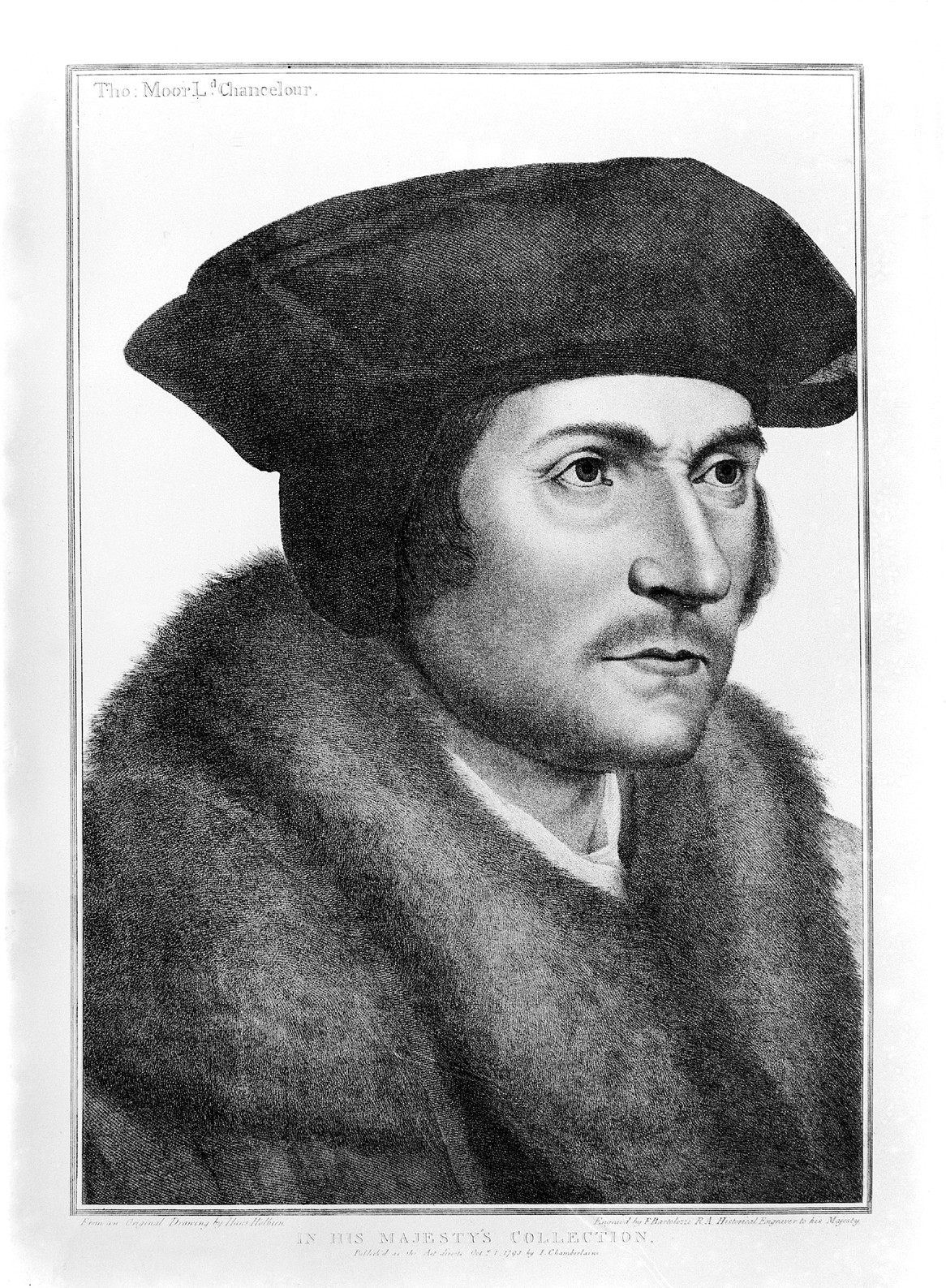
En su obra Utopía de 1516, Tomás Moro retrató una sociedad sin clases sociales basada en la propiedad común, cuyos gobernantes la administraron mediante la razón.

El comunismo cristiano se basó en el concepto de koinonía, que significa vida común o compartida, que no era una doctrina económica sino una expresión de amor agapē. Era el intercambio voluntario de bienes entre la comunidad.
Hechos 4:35 registra que en la Iglesia cristiana primitiva en Jerusalén "[n]adie afirmaba que ninguna de sus posesiones fuera propia, sino que todo lo compartía en común". El patrón ayudó a los primeros cristianos a sobrevivir después del asedio de Jerusalén y se tomó en serio durante varios siglos. Si bien más tarde desapareció de la historia de la iglesia, permaneció dentro del monacato
Los primeros cristianos practican la postura de comunidad de bienes, algo que ni recomienda ni condena el Nuevo Testamento. Tertuliano la recomienda pero San Agustín la condena por ser discordante con el dogma (el pecado original la hizo imposible) y Santo Tomás de Aquino por ser discordante con la razón (el individuo propietario es más responsable y administra mejor). La comunidad es el eje central del cristianismo, por lo que todos los creyentes cristianos tienen como objetivo la constitución de la comunidad de personas y también de bienes, aunque quizás con un tono menos materialista, sino más humano que el comunismo de Marx. Piotr Kropotkin argumentó que los elementos de ayuda mutua y defensa mutua expresados en la comuna medieval y su sistema de gremios eran los mismos sentimientos de autodefensa colectiva aparentes en el comunismo y el socialismo modernos.
Algunas características del movimiento valdense y de comunas asociadas en el norte de Italia en los siglos XIII y XIV han seguido ciertos aspectos de la propiedad comunal. En el siglo XV intentaron construir una sociedad de propiedad compartida en la ciudad de Tábor en el sur de Bohemia. En el siglo XVI, el político, filósofo y escritor inglés Santo Tomás Moro ideó una sociedad basada en la propiedad común y los valores cristianos en su tratado Utopía, cuyos líderes la administran con el uso de la razón. Ciertos aspectos y corrientes dentro de la guerra de los campesinos alemanes en la Alemania del siglo XVI, especialmente Thomas Müntzer y los llamados profetas de Zwickau, tuvieron un fuerte espíritu igualitario social. La rebelión de los anabaptistas de Münster de 1534-1535 intentó establecer una sociedad basada en la comunidad de bienes. Todos estos intentos de reforma fueron liderados por el literalismo bíblico en el que se refirió a los pasos anteriormente mencionados en el Libro de los Hechos.
Uno de los textos que desarrolla el argumento de que las tendencias comunistas estaban presentes en los movimientos radicales de la época reformista en Europa es Comunismo en Europa Central en los tiempos de la Reforma por el teórico marxista Karl Kautsky.
Una diferencia importante entre las proposiciones cristianas y las marxistas consiste en el fundamento idealista y religioso individual de las virtudes practicadas por los miembros de la sociedad. Donde el marxismo propone el rediseño del sistema socioeconómico para producir cambios en la ética social en el camino a la sociedad comunista ideal, el cristianismo pone como inicio la conversión individual a unos ideales que producen, como consecuencia, una sociedad justa. la Iglesia Católica dejó escrita desde mediados del siglo XIX su doctrina social como respuesta al auge de las ideas socialistas, reconociendo en ello un modelo social implícito en las enseñanzas cristianas.
Algunos cristianos católicos se asociarán con el marxismo, por ejemplo a través de la teología de la liberación pensamiento que en gran parte es aceptado por la Iglesia Católica, aunque condenando aspectos de su origen marxista.
Varias corrientes espirituales surgidas durante la reforma protestante encontraron gran parte de su apoyo en las bases campesinas, dando lugar a revueltas antinobiliarias como la guerra de los campesinos alemanes. El anabaptismo encontró gran apoyo en las clases humildes proponiendo una nueva sociedad más justa y menos clasista, basándose en las enseñanzas bíblicas.

### Padres de la Iglesia
Los primeros Padres de la Iglesia, al igual que sus predecesores religiosos no abrahámicos, sostuvieron que la sociedad humana había declinado hasta su estado actual desde un orden social igualitario ahora perdido. Varios historiadores ven la Iglesia cristiana primitiva, como se describe en los Hechos de los Apóstoles (específicamente la referencia omnia sunt communia en Hechos 2:44-45 y Hechos 4:32-35),   como una forma temprana de comunismo.  
Entre los comunistas cristianos, la opinión es que el comunismo era solo cristianismo en la práctica y que Jesús era comunista. Historiadores posteriores a lo largo de varios siglos apoyaron la lectura de las comunidades de la iglesia primitiva como de estructura comunista.  

### Plena Edad Media europea
Desde la Plena Edad Media en Europa, sectas cristianas reformistas ocasionalmente apoyaban ideas comunistas cristianas y comunalistas rurales.
En principios del siglo XII, un grupo protoprotestante, originario de Lyon, conocido como los valdenses mantenía sus propiedades en común de acuerdo con el Libro de los Hechos, pero fue perseguido por la Iglesia Católica y se retiró al Piamonte.
Alrededor de 1300, Frei Dulcino se hizo cargo de los Hermanos Apostólicos del norte de Italia, quien formó una secta conocida como los dulcinianos, que abogaban por acabar con el feudalismo, disolver las jerarquías en la iglesia y mantener todas las propiedades en común.
La Revuelta de los Campesinos en Inglaterra (1381) fue una inspiración para "el ideal medieval del comunismo primitivo", siendo el sacerdote John Ball una figura inspiradora para los revolucionarios posteriores. Él supuestamente declaró que "las cosas no pueden irá bien en Inglaterra, y nunca lo irá, hasta que todos los bienes sean comunes".

### Renacimiento
En el siglo XVI, el escritor inglés Tomás Moro, venerado en la Iglesia Católica como un santo, describió en su tratado Utopía una sociedad basada en la propiedad común de los bienes de producción, cuyos líderes la administraban mediante la aplicación de la razón.

### Reforma y modernidad temprana
Durante la Revolución Inglesa, algunos grupos defendieron tesis a favor del comunismo cristiano, especialmente los Diggers, liderados por Gerrard Winstanley, que defendían claros ideales comunistas y agraristas.   Sin embargo, la actitud de Oliver Cromwell y los Grandes hacia estos grupos fue, en el mejor de los casos, ambivalente y, a menudo, hostil.
Durante la Guerra de los Campesinos Alemanes del siglo XVI, Thomas Müntzer dirigió un gran movimiento comunista anabautista,  que Friedrich Engels analizó en "Las Guerras Campesinas en Alemania". 
Los huteritas creían en el estricto cumplimiento de los principios bíblicos y la disciplina de la iglesia, y practicaban una forma de comunismo. En palabras de los historiadores Max Stanton y Rod Janzen, los huteritas "establecieron en sus comunidades un riguroso sistema de Ordnungen, que eran códigos de reglas y regulaciones que gobernaban todos los aspectos de la vida y aseguraban una perspectiva unificada. Como sistema económico , el comunismo cristiano era atractivo para muchos de los campesinos que apoyaron la revolución social en la Europa central del siglo XVI, como la Guerra de los Campesinos Alemanes, y Engels llegó a ver a los anabautistas como protocomunistas.

### El comienzo del Siglo de las Luces
Las críticas a la idea de propiedad privada continuaron en la era de la Ilustración del siglo XVIII a través de pensadores como el profundamente religioso Jean-Jacques Rousseau, que fue criado calvinista y influenciado por el movimiento jansenista dentro de la Iglesia católica.
El movimiento jansenista se originó a partir de los obispos católicos romanos más ortodoxos que intentaron reformar la Iglesia Católica en el siglo XVII para detener la secularización y el protestantismo. Uno de los principales objetivos jansenistas era democratizar para detener la corrupción aristocrática en la cima de la jerarquía de la Iglesia.

### Período moderno tardío
En la Europa Continental, se creía que los comunistas habían adoptado el ateísmo. En la Inglaterra protestante, el comunismo estaba demasiado cerca del rito de la comunión católica , de ahí que socialista fuera el término preferido.
Las enseñanzas de Jesús son frecuentemente descritas como socialistas, especialmente por socialistas cristianos, como Terry Eagleton. Los owenistas en Inglaterra y los fourieristas en Francia eran considerados socialistas respetables, mientras que los movimientos de la clase trabajadora que "proclamaban la necesidad de un cambio social total" se denotaban a sí mismos comunistas.
Esta rama del socialismo produjo la obra comunista de Étienne Cabet en Francia y Wilhelm Weitling en Alemania. Weitling era el líder de la Liga de los Justos comunista cristiana cuyo objetivo declarado era "el establecimiento del Reino de Dios en la Tierra, basado en los ideales de amor al prójimo, igualdad y justicia.
En los primeros años del movimiento mormón, José Smith promovió la Ley de la Consagración y el concepto de la Orden Unida. Sin embargo, hoy en día, sólo unos pocos grupos fundamentalistas mormones aplican este principio.  
El socialismo cristiano fue uno de los hilos fundadores del Partido Laborista en el Reino Unido y se dice que comenzó con el levantamiento de John Ball y Wat Tyler en el siglo XIV.
Pehr Götrek tradujo El Manifiesto Comunista al sueco el mismo año en que se publicó en alemán. Hizo cambios en él a partir de su influencia cristiana, como cambiar la ahora famosa cita: ¡Proletarios de todos los países, uníos! a Folkets röst, ¡guds röst! (Vox populi, vox Dei , o "La voz del pueblo es la voz de Dios"). También escribió varias obras criticando la sociedad capitalista en desarrollo desde una perspectiva cristiana.
Igal Halfin de la Universidad de Tel Aviv sostiene que el espíritu marxista que apunta a la unidad refleja la enseñanza universalista cristiana de que la humanidad es una y que hay un solo dios que no discrimina entre las personas.
Olaf Stapledon, que fue un autor de ciencia ficción y socialista de principios del siglo XX, afirmó que "el marxismo y el cristianismo surgen de la misma experiencia emocional".
Fidel Castro creía: "Cristo eligió a los pescadores porque era comunista", Según el libro "Fidel y la religión", Castro afirma que existe una "gran coincidencia entre los objetivos del cristianismo y los que buscamos los comunistas, entre las enseñanzas cristianas de humildad, austeridad, altruismo y amor al prójimo y lo que podríamos llamar el contenido de la vida y el comportamiento de un revolucionario". Castro vio una similitud en sus objetivos con los objetivos de Cristo: "Cristo multiplicó los peces y los panes para alimentar al pueblo. Eso es precisamente lo que queremos hacer con la Revolución y el socialismo", y agregó que "creo que Karl Marx podría Me he suscrito al Sermón de la Montaña".
Ernesto Cardenal, que fue un sacerdote, activista sandinista nicaragüense, y exministro de Cultura de Nicaragua, fue un defensor de la idea del comunismo cristiano y dijo: "Cristo me llevó a Marx... para mí, los cuatro evangelios son todos igualmente comunistas. Soy un marxista que cree en Dios, sigue a Cristo y es revolucionario de su Reino". Más tarde dijo: "La Biblia está llena de revoluciones. Los profetas son personas con un mensaje de revolución. Jesús de Nazaret toma el mensaje revolucionario de los profetas y nosotros también seguiremos tratando de cambiar el mundo y hacer la revolución. Esos "Las revoluciones fracasaron, pero vendrán otras".

#### China
Los participantes de la rebelión del Reino Celestial Taiping, un reino teocrático sincrético cristiano-shenico, son vistos por el Partido Comunista Chino como protocomunistas.
Soong Ching-ling, hija de Charlie Soong, un predicador laico metodista, fue una destacada política china, vicepresidenta de China entre 1949 y 1968, luego copresidenta de China entre 1968 y 1972 y más tarde vicepresidenta desde 1972 hasta 1975 y fue presidenta de China desde el 16 de mayo de 1981 hasta el 28 de mayo de 1981.

## Fundamentos comunistas en la Biblia

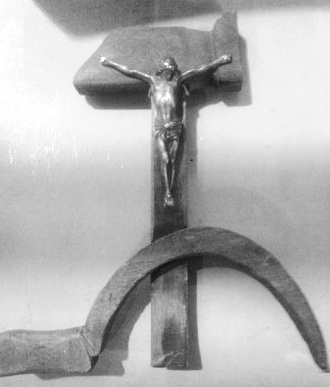
El «crucifijo comunista» que Luis Espinal talló en los años 1970. El 9 de julio de 2015, Evo Morales regaló al papa Francisco una réplica de este crucifijo.

- Los comunistas cristianos entienden que la naturaleza del reino de Dios es tal que, para poder entrar en él, un hombre rico debe dejar de ser rico.[56] Sin embargo, Jesucristo sigue diciendo que lo que es imposible para los hombres no es imposible para Dios, dando a entender que la gracia de Dios puede salvar a un hombre rico, por ejemplo, permitiendo que las personas ricas entreguen voluntariamente las riquezas, ya que, de otro modo, quedarían excluidos de la gracia.[57] Por ejemplo:

25 Cuando sus discípulos, oyendo esto, se asombraron en gran manera, diciendo: "¿Y quién podrá ser salvado?" 26 Pero Jesús los miró y les dijo: "Para los hombres es imposible, mas para Dios todo es posible".
Mateo 19:25-26

33 Así, pues, cualquiera de vosotros que no renuncia a todo lo que posee, no puede ser mi discípulo.
Lucas 14:33

22 Jesús, oyendo esto, le dijo: "Aún te falta una cosa: vende todo lo que tienes, y dalo a los pobres, y tendrás tesoro en el cielo; y ven, sígueme."
Lucas 18:22

- Jesús describió a los "cambistas" (es decir, los que se dedican al cambio de divisas) como "ladrones" y los echó fuera del Templo en Jerusalén.[58] El texto de Mateo dice lo siguiente:

12 Y entró Jesús en el templo de Dios, y echó fuera todos los que vendían y compraban en el templo, y volcó las mesas de los cambistas, y las sillas de los que vendían palomas, 13 y les dijo: Escrito está: Mi casa será llamada casa de oración, pero vosotros la habéis hecho cueva de ladrones. 14 Y los ciegos y cojos vinieron a él en el templo, y él los sanó.
Mateo 21:12-14

- La frase "ama a tu prójimo", varias veces dicha por Jesús, es bastante bien conocida. Los cristiano-comunistas señalan que Jesús consideró que éste es el segundo más importante de todas las obligaciones morales, después de amar a Dios. Por lo tanto, en su opinión, una sociedad cristiana debe basarse ante todo en estos dos mandamientos, y debe respetarlos incluso más de lo que mantiene las cosas tales como los valores familiares.[59] Los versículos bíblicos relevantes son:

28 Y uno de los escribas, y habiendo oído disputar, y sabía que les había respondido bien, le preguntó: ¿Cuál es el primer mandamiento de todos? 29 Y Jesús le respondió: El primer mandamiento de todos es: Oye, Israel: El Señor nuestro Dios es el único Señor, el amor serás tú 30 y el Señor tu Dios con todo tu corazón, y con toda tu alma, y con toda tu mente y con todas tus fuerzas: este es el primer mandamiento. 31 Y el segundo es semejante: Amarás a tu prójimo como a ti mismo. No hay ningún otro mandamiento mayor que estos.
Marcos 12:28-31

- Después de la muerte de Jesucristo, la "Iglesia" (en cuanto se refiere a organización) quedó a cargo de los apóstoles, los cuales se dedicaban a velar por las necesidades de los nuevos fieles. Se creó un sistema de administración de bienes, el cual consistía en que los fieles traían a los apóstoles todos sus bienes, los cuales eran repartidos en igual proporción para todos a la vez. De esa forma toda la "Iglesia" tenía los mismos ingresos, y no había ricos ni pobres. Esto se describe claramente en el libro de los Hechos de los Apóstoles:

43 Todos estaban asombrados por los muchos prodigios y señales que realizaban los apóstoles. 44 Todos los creyentes estaban juntos y tenían todo en común: 45 vendían sus propiedades y posesiones, y compartían sus bienes entre sí según la necesidad de cada uno.
Hechos 2:43-45

“Y compartían sus bienes entre sí según la necesidad de cada uno” se destaca pues Marx propone en efecto que una sociedad comunista sea una sociedad cuyo principio fundamental pasará “De cada cual según sus capacidades, a cada cual según sus necesidades”.

32 Y la multitud de los que habían creído era de un corazón y un alma; y ninguno decía ser suyo propio nada de lo que poseía, sino que tenían todas las cosas en común. 33 Y con gran poder los apóstoles daban testimonio de la resurrección del Señor Jesús, y abundante gracia era sobre todos ellos. 34 Así que no había entre ellos ningún necesitado; porque todos los que poseían heredades o casas, las vendían, y traían el precio de lo vendido, 35 y lo ponían a los pies de los apóstoles; y se repartía a cada uno según su necesidad.
Hechos 4:32-35

- El concepto "igualitario" es reiterado el Nuevo Testamento respecto al arreglo de administración de fondos de la entera comunidad internacional cristiana en la segunda carta de Pablo según la versión Reina-Valera dice:

13 Porque no digo esto para que haya para otros desahogo, y para vosotros carencia. 14 Sino para, que en este tiempo, con igualdad, vuestra abundancia supla, la falta de ellos, para que también la abundancia de ellos supla nuestra falta, porque haya igualdad; 15 Como está escrito: El que recogió mucho no tuvo de más; y el que poco, no tuvo menos.
Corintios 8:13-15

### Hechos de los Apóstoles
Los comunistas cristianos suelen considerar los textos bíblicos de Hechos 2 y 4 como evidencia de que los primeros cristianos vivieron en una sociedad comunista.   Los eruditos generalmente coinciden en que los Hechos de los Apóstoles y el Evangelio de Lucas fueron escritos por la misma persona. En Lucas 12:33, Jesús ordena a sus discípulos que vendan lo que tienen y den limosna, y en Lucas 14:33 dice que nadie puede ser su discípulo si no ha abandonado todos sus bienes. Los historiadores generalmente confirman la opinión de que Jesús enseñó una forma de comunismo y los apóstoles la practicaron.
"Todos los que creían estaban juntos y tenían todas las cosas en común; vendían sus posesiones y bienes, y repartían las ganancias entre todos según las necesidades de cada uno... Ahora bien, todo el grupo de los que creían eran de un solo corazón y alma, y nadie reclamaba propiedad privada de ninguna posesión, sino que todo lo que poseían era común... No había entre ellos una persona necesitada, porque todos los que poseían tierras o casas las vendían y traían el producto de lo vendido. Lo pusieron a los pies de los apóstoles y se repartió a cada uno según la necesidad". [48]
— Hechos 2:44–45, Hechos 4:32–35
Entre los historiadores que apoyan la visión comunista cristiana, Montero ofrece evidencia antropológica de que las prácticas relatadas en Hechos 4:32-35 fueron históricas y se practicaron ampliamente y se tomaron en serio durante al menos los dos primeros siglos del cristianismo. Otra evidencia bíblica de sistemas de creencias anticapitalistas incluye Mateo 6:24, que dice: "Nadie puede servir a dos señores. O odiarás a uno y amarás al otro o serás devoto de uno". y despreciar al otro. No se puede servir a Dios y al dinero al mismo tiempo”.
El lema "Cada uno según sus capacidades" tiene orígenes bíblicos. Hechos 11:29 dice: "Entonces los discípulos, cada uno según sus posibilidades, determinaron enviar socorro a los hermanos que habitaban en Judea". Además, la frase “A cada uno según sus necesidades” tiene una base bíblica en Hechos 4:35, que dice “a los emisarios para que repartan a cada uno según su necesidad”. 
Varios autores, entre ellos Thomas Wharton Collens, José Porfirio Miranda,  y José Míguez Bonino, describen fuentes bíblicas que apoyan una sociedad de propiedad común. Bonino escribió: "¿Es del todo absurdo releer hoy la resurrección como una muerte de los monopolios, una liberación del hambre o una forma solidaria de propiedad?" Bonino y Miranda argumentan en contra de la creencia de que "las Escrituras tienen varios significados", lo que en su opinión permite a los teólogos conservadores occidentales "evitar que la Biblia revele su propio mensaje subversivo", y que "utilizan el texto bíblico... para defender el status quo de una situación prerrevolucionaria", como lo resume Andrew Kirk. Miranda dijo: "No le estoy presentando la Biblia a Marx... Sólo deseo entender lo que dice la Biblia... Queremos tomar la Biblia en serio".
El comunismo cristiano no depende simplemente de los principios de los primeros apóstoles, y los comunistas cristianos sostienen que los ideales anticapitalistas están profundamente arraigados en la fe cristiana. Si bien el capitalismo moderno aún no se había formado en tiempos de Jesús, su mensaje fue abrumadoramente contra el amor al dinero y la codicia, y en apoyo a los pobres. Los comunistas cristianos ven los principios de Cristo como de naturaleza incondicionalmente anticapitalista. Dado que "el amor al dinero es raíz de todos los males" (1 Timoteo 6:10), parece natural que los cristianos se opongan a un sistema social fundado, como sostienen los comunistas cristianos, enteramente en el amor al dinero. El capitalismo se basa fuertemente en el cobro de la usura, que fue condenada durante siglos por la Iglesia basándose en numerosas escrituras.

## Recepción
Tanto el comunismo cristiano como la teología de la liberación enfatizan la ortopraxis en el cristianismo por encima de la ortodoxia. Se desarrolla una narrativa de la naturaleza de las luchas sociales contemporáneas a través del análisis materialista utilizando conceptos historiográficos desarrollados por Karl Marx.
Un ejemplo concreto es el Movimiento Campesino Paraguayo, que se dedica a la apropiación directa de tierras y al establecimiento de cooperativas de producción agrícola socializadas en asentamientos. Los paraguayos contemporáneos del Movimiento Campesino ParaguayoSin Tierra operan de manera muy similar a los Diggers de la era de la reforma. 
Para Camilo Torres Restrepo, fundador de un grupo guerrillero colombiano, el Ejército de Liberación Nacional,  desarrollar esta ortopraxis significó celebrar la Eucaristía Católica sólo entre aquellos comprometidos en la lucha armada contra el ejército del estado colombiano mientras lucha junto a ellos.
En Australia, el académico Roland Boer ha intentado sintetizar el calvinismo y el marxismo.
El 30 de septiembre de 1962, Martin Luther King, un socialista democrático y defensor del evangelio social,   dio un sermón en el que, dijo que "ningún cristiano puede ser comunista". Afirmó que "la filosofía básica del cristianismo se opone inalterablemente a la filosofía básica del comunismo", citando lo que vio como un secularismo y materialismo desenfrenados en el comunismo como evidencia de que el comunismo "deja de lado a Dios". Dijo además que "para el comunista no hay gobierno divino ni orden moral absoluto, no hay principios fijos e inmutables". Sin embargo, King reconoció que "aunque un cristiano nunca puede aceptar el comunismo, enfatiza muchas verdades esenciales que siempre deben desafiarnos como cristianos". Añadió:
"El comunismo en la sociedad es una sociedad sin clases. Junto con esto va un fuerte intento de eliminar los prejuicios raciales. El comunismo busca trascender las superficialidades de la raza y el color, y puedes unirte al Partido Comunista cualquiera que sea el color de tu piel o la calidad de tu sangre, la calidad de la sangre en tus venas... Nadie puede negar que debemos preocuparnos por la justicia social... Karl Marx despierta nuestra conciencia en este punto... Entonces, con esta preocupación apasionada por justicia social, los cristianos están obligados a estar de acuerdo. Tal preocupación está implícita en la doctrina cristiana de la paternidad de Dios y la hermandad del hombre. Los cristianos siempre deben comenzar con un sesgo a favor de un movimiento que protesta contra el trato injusto de los pobres, pero seguramente el cristianismo mismo es una protesta de este tipo. El Manifiesto Comunista podría expresar una preocupación por los pobres y los oprimidos, pero no expresa mayor preocupación que el manifiesto de Jesús, que comienza con las palabras: "El espíritu del Señor es sobre mí, porque me ha ungido para predicar el evangelio a los pobres; Me ha enviado a sanar a los quebrantados de corazón, a predicar liberación a los cautivos, a recobrar la vista a los ciegos; para poner en libertad a los oprimidos, para proclamar el año agradable del Señor.' ... No tendremos que preocuparnos... [por] el comunismo. ... Nunca podrá ser derrotado con municiones. Nunca podrá ser derrotado con misiles. ... La única manera de derrotar al comunismo es tener una idea mejor, y la tenemos en nuestra democracia. ... Lo tenemos en nuestro cristianismo."
La teología del Papa Francisco ha sido descrita como crítica del capitalismo y se ha considerado que el Papa Francisco tiene cierta simpatía por las causas socialistas, con sus frecuentes críticas al capitalismo y al neoliberalismo. En 2016, Francisco dijo que la economía mundial capitalista es "un terrorismo fundamental, contra toda la Humanidad".<rer>Pope Francis: Capitalism is 'Terrorism Against All of Humanity', en inglés, consultado el 18/03/2024.</ref> Cuando se le preguntó si es comunista o no, Francisco respondió: "En cuanto a si soy comunista o no: estoy seguro de que no he dicho nada más que lo que enseña la doctrina social de la Iglesia... tal vez "Se ha dado la impresión de ser un poco más 'de izquierda', pero eso sería una mala interpretación."
En 2013, dijo: "La ideología del marxismo está equivocada. Pero he conocido a muchos marxistas en mi vida que son buenas personas, así que no me siento ofendido". Cuando se le preguntó acerca de ser etiquetado como leninista en una publicación de blog en The Economist en 2014, Francisco dijo: "Los comunistas han robado nuestra bandera. La bandera de los pobres es cristiana. La pobreza está en el centro del Evangelio". Añadió que el comunismo llegó "veinte siglos después". En 2024, el Papa Francisco argumentó que cristianos y marxistas, socialistas y comunistas compartían una misión común y expresó su apoyo al grupo de diálogo marxista-cristiano Dialop.

## Relación con el marxismo
Los comunistas cristianos pueden estar de acuerdo o no con varias partes del marxismo, como la forma en que debe organizarse una sociedad socialista o comunista.  Los comunistas cristianos también comparten algunos de los objetivos políticos de los marxistas, por ejemplo, reemplazar el capitalismo por el socialismo, que a su vez debería ser seguido por el comunismo en un momento posterior en el futuro. Los jóvenes Louis Althusser y Denys Turner se encuentran entre los filósofos cristianos o influenciados por el cristianismo que afirmaron la coherencia del cristianismo y el marxismo. 
Althusser dijo: "Me hice comunista porque era católico. No cambié de religión, pero seguí siendo profundamente católico. No voy a la iglesia, pero esto no importa; no le preguntas a la gente ir a la iglesia. Seguí siendo católico, es decir, un universalista internacionalista. Pensé que dentro del Partido Comunista había medios más adecuados para realizar la fraternidad universal".
Roland Boer, hijo de un ministro presbiteriano, dijo: "Existe una tradición dentro del marxismo de compromiso con la religión que generalmente se caracteriza como atea y desinteresada, pero sostengo que hay un flujo continuo de figuras marxistas importantes que han escrito sobre cuestiones de religión y se comprometió específicamente con la Biblia o con el debate teológico.
Algunas personas sostienen que el marxismo tomó prestadas sus ideas principales del cristianismo y el judaísmo y las reconstruyó como ideología secular, pero creo que eso es extremadamente simplista: la relación es mucho más compleja". Acerca de la famosa cita de Karl Marx acerca de que la religión es el "opio del pueblo", sostiene que ha sido en gran medida malinterpretada, y que en ese momento el opio era valorado y denunciado por sus cualidades medicinales y su potencial adictivo. Dijo: "Esa ambivalencia sobre la religión es realmente lo que encarna la metáfora de Marx, más que la noción de que es sólo una droga que embota los sentidos y te hace olvidar tu sufrimiento". Sobre el comunismo cristiano, dijo: "La tradición comunista cristiana es lo que realmente me interesa y me mantiene involucrado con la religión. Estoy fascinado por la dimensión radical y revolucionaria del cristianismo".
La teología de la liberación latinoamericana influyó en partes del movimiento evangélico y en los obispos católicos de Estados Unidos. Su supuesto uso de "conceptos marxistas" condujo a mediados de la década de 1980 a una amonestación por parte de la Congregación para la Doctrina de la Fe (CDF) del Vaticano. Si bien afirmó que "en sí misma, la expresión 'teología de la liberación' es un término completamente válido", el prefecto Cardenal Ratzinger rechazó ciertas formas de teología de la liberación latinoamericana por centrarse en el pecado institucionalizado o sistémico y por identificar la jerarquía de la Iglesia católica en Sudamérica como miembros de la misma clase privilegiada que durante mucho tiempo había estado oprimiendo a las poblaciones indígenas desde la llegada de Pizarro en adelante.
Si bien la Teología del Papa Francisco ha sido descrita como crítica del capitalismo y comprensiva del socialismo, Francisco ha expresado diversas interpretaciones del marxismo en particular. En 2013, el Papa Francisco dijo: "La ideología del marxismo es errónea. Pero he conocido a muchos marxistas en mi vida que son buenas personas, así que no me siento ofendido". Cuando se le preguntó acerca de ser etiquetado como leninista en una publicación de blog en The Economist en 2014, Francisco dijo: "Los comunistas han robado nuestra bandera. La bandera de los pobres es cristiana. La pobreza está en el centro del Evangelio". Añadió que el comunismo llegó "veinte siglos después". En 2024, el Papa Francisco argumentó que cristianos y marxistas, socialistas y comunistas compartían una misión común y expresó su apoyo al grupo de diálogo marxista-cristiano Dialop.

## Comunistas cristianos destacados

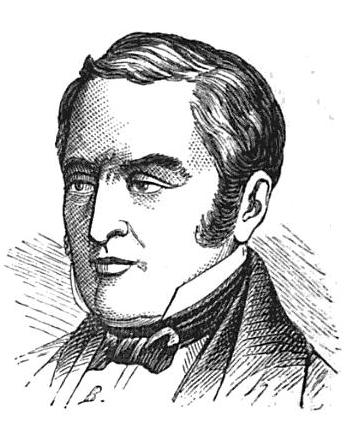
Étienne Cabet.

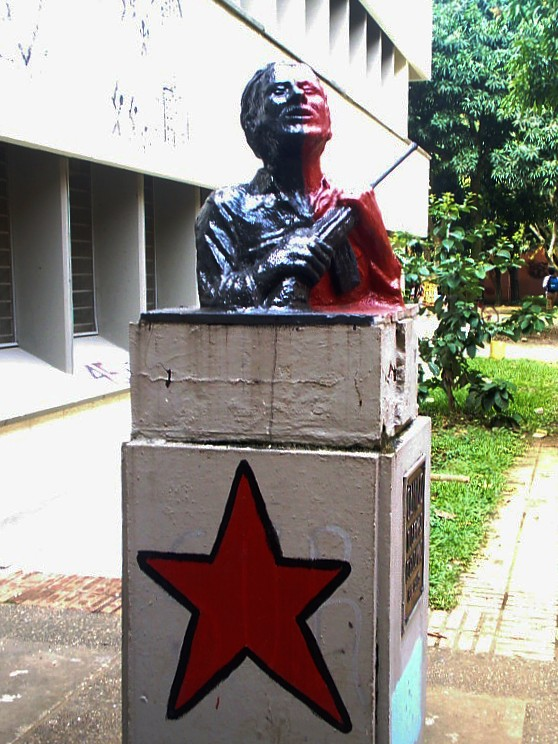
Busto de Camilo Torres Restrepo.

### Étienne Cabet
A principios de los movimientos comunistas pre-marxistas de Francia del siglo XIX, hubo una fuerte presencia comunista cristiana. La más notable figura cristiana comunista en ese momento era Étienne Cabet, fundador del movimiento Icarian. Su versión del comunismo no sólo era profundamente cristiana, sino también anticlerical, oponiéndose a la Iglesia católica establecida en Francia. Cabet se hizo famoso pronunciando la frase: 

"El comunismo es el cristianismo [...] es el cristianismo puro, antes de que fuera dañado por el catolicismo"

 El movimiento icariano fue ganando importancia en gran parte debido a la base de apoyo que tuvo en la década de 1840.

### Thomas J. Haggerty
Thomas J. Haggerty fue un sacerdote católico de Nuevo México, Estados Unidos, y uno de los miembros fundadores del Sindicato de Trabajadores Industriales del Mundo (IWW). A Haggerty se le atribuye la autoría del Preámbulo del IWW, ayudando en la redacción del Manifiesto de la Unión Industrial y la elaboración de la primera carta de la organización industrial. Se convirtió en un marxista antes de su ordenación en 1892 y más tarde fue influenciado por el anarco-sindicalismo. Haggerty terminó su asociación formal con la iglesia cuando fue suspendido por su arzobispo por instar a los mineros de Colorado a la revuelta durante su marcha por los campamentos mineros en 1903.

### Ernst Bloch
Ernst Bloch (1885-1977) fue un filósofo y teólogo alemán marxista y ateo. Aunque él no es un cristiano como tal, se dice que tiene "una brecha" entre el comunismo cristiano y el poder leninista del marxismo. Una de las principales obras de Bloch, el Principio de la Esperanza, contiene declaraciones tales como: "Ubi Lenin, ibi Jerusalén" [Donde está Lenin, allí está Jerusalén] y "el cumplimiento bolchevique del comunismo es parte de la vieja lucha por Dios."

### Diane Drufenbrock
Diane Drufenbrock fue una monja franciscana y miembro del Partido Socialista de Estados Unidos. Fue candidata a Vicepresidente de los Estados Unidos del Partido Socialista en las elecciones presidenciales de Estados Unidos de 1980. Trabajaba como profesora en Milwaukee (Wisconsin).

### Camilo Torres Restrepo
Camilo Torres Restrepo fue considerado a menudo como un comunista cristiano debido a sus intentos, como sacerdote, de conciliar el catolicismo con el marxismo y la revolución comunista. Él fue una persona clave para la Teología de la Liberación, tachado de comunista, tanto por la Santa Sede como por el gobierno de los Estados Unidos.

## Grupos
En el pasado, varios grupos cristianos practicaran la propiedad común y, en la actualidad, otros continúan haciéndolo.

### Actualidad
Los grupos hoy existentes incluyen:
- Casa de Aarón;[88]
- Comunidades Bruderhof;[89] [90] [91]
- Church of Bible Understanding (Iglesia de la comprensión de la Biblia);[92]
- Cutleritas;[93]
- Asociación Evangélica de la Misión Israelita del Nuevo Pacto Universal (Alto Monte de Israel);[94]
- Gloriavale Christian Community (Comunidad Cristiana Gloriavale);[95]
- Huteritas;
- Jesus Christians;[96]
- Jesus People USA;[97]
- Koinonia Partners (Socios de Koinonía);[98]
- Padanaram Settlement (Asentamiento de Padanaram);[99] [100]
- Reba Place Fellowship;
- Shakers Creyentes;[101]
- Sojourners Community (Comunidad de extranjeros);[102] [103]
- Twelve Tribes communities (Comunidades de las Doce Tribus);[104]

### Grupos extintos
Históricamente, muchos otros grupos han practicado el comunismo cristiano y pueden existir o no, según el caso, entre ellos:
- Adonai-Shomo;[105][106]
- Community of True Inspiration (Comunidad de Verdadera Inspiración), aún existe pero ya no es comunitaria);[107]
- Seguidores anabautistas de Thomas Müntzer[32] [33] [34]
- Aurora Colony;[108]
- Batenburgers;[109]
- Diggers (Cavadores)[27] [28] [29]
- Dolciniani;[110]
- Jesus Army;[111]
- Labadistas;[112] [113] [114]
- Levellers (Niveladores);[115]
- Harmony Society;[116]
- Comunidad de Oneida;[117]
- Templo del Pueblo de los Discípulos de Cristo[118]
- Society of the Separatists of Zoar;[119]
- United Order Family of Christ;[120]
- Valdenses;[110];
- Zwijndrechtse Nieuwlichters.[121]

## Símbolos

Otro símbolo cristiano de la variante comunista.

El simbolismo cristiano-comunista es básicamente el mismo que su primo secular, aunque han sido símbolos no oficiales, muestran con precisión la relación entre el cristianismo y el comunismo.
- Martillo, hoz y cruz - Este símbolo es el que más se identifica con el comunismo cristiano de todos los otros símbolos. Muestra un martillo y la hoz estándar con una barra diagonal a través de empuñadura del martillo, formando así una forma de cruz. Otra versión de ésta sería la cruz latina en lugar del martillo, junto con la hoz.

- Ichthys rojo - Este símbolo está ganando popularidad, aunque no es tan popular como el símbolo anterior. Se muestra un Ichthys en el medio de una bandera roja, un símbolo comúnmente utilizado en el comunismo.

- Crismón Roja - Este símbolo es básicamente idéntica a las Ichthys Roja, sin embargo, tiene un crismón en un campo rojo, en lugar de un Ichthys.

## Controversia
El comunismo contemporáneo, incluyendo el comunismo cristiano contemporáneo, debe mucho al pensamiento marxista, en particular a la economía marxista. No todos los comunistas están plenamente de acuerdo con el marxismo, pero es difícil de encontrar hoy en día que los comunistas no estén de acuerdo al menos con la crítica marxista hacia el capitalismo. El marxismo, sin embargo, incluye un complejo conjunto de vistas que abarcan diversos campos del saber humano, y uno puede fácilmente distinguir entre la filosofía marxista, la sociología marxista y la economía marxista. La sociología marxista y la economía marxista no tienen conexión con las cuestiones religiosas y no hacer afirmaciones sobre tales cosas. La filosofía marxista, por otra parte, es famosa por su ateísmo, aunque algunos estudiosos marxistas, cristianos y no cristianos, han insistido en que la filosofía marxista y la filosofía de Marx y Engels son significativamente diferentes entre sí y que esta diferencia tiene reconocimiento. José Porfirio Miranda, en particular, encontró a Marx y Engels opuestos sistemáticamente al materialismo determinista y ampliamente favorables hacia el cristianismo y hacia el texto de la Biblia, a pesar de no creer en una deidad sobrenatural.
La visión cristiano-comunista de Karl Marx es mixta. Marx proporcionó la base económica sólida y sociológica sobre la que se construyó el movimiento comunista y se lo llevó de una relativa oscuridad a una posición de importancia en el escenario político internacional. Por otra parte, Marx fue el primero en repudiar el comunismo de los principios cristianos, y como resultado hubo una fuerte asociación durante el siglo XX entre el comunismo y el ateísmo o agnosticismo.
El movimiento comunista ha sido altamente fragmentado desde 1990, mientras que los partidos comunistas en todo el mundo siguen teniendo millones de miembros, hay poca coordinación entre ellos. Por lo tanto, no existen datos estadísticos fiables sobre los puntos de vista religiosos de los comunistas en su conjunto. Se da por supuesto, y es probable, que la mayoría sigan siendo ateos.

## Relación con cristianos conservadores
Gran parte de la controversia entre los cristianos comunistas y anticomunistas se concentra en las muchas parábolas de Jesús sobre la economía - incluyendo la parábola de los talentos en Mateo 25:14-30 (un "talento" era una forma de dinero). La parábola trata de un hombre que confió diferentes sumas de dinero a tres funcionarios diferentes, mientras que él se fue de viaje. A su regreso, descubrió que los dos funcionarios con las sumas más grandes de dinero se había "multiplicado" su riqueza (no se especifica cómo), mientras que el tercer siervo simplemente se quedó con el dinero que le dieron. El Señor bendijo a los dos primeros y al tercero lo maldijo. Cleon Skousen ha declarado que, aparte de su mensaje espiritual, esta parábola también se asemeja al capitalismo y el espíritu empresarial. También señala que el narrador de la parábola habla favorablemente de las "casas de cambio", decía del tercer siervo que lo menos que podría haber hecho era "poner su dinero en manos de los banqueros", por lo que el maestro hubiera podido recibir su "propia" inversión "con usura" (interés).
Por otro lado, la izquierda cristiana (no sólo los comunistas) - tales como John Cort - señalan que se trataba de una parábola, y las parábolas son por definición una lectura que no pretende ser tomada en serio. Jesús comienza la historia, en Mateo 25:14, con las palabras "Porque el reino de los cielos es como un hombre que yéndose lejos, llamó a sus siervos y les entregó sus bienes." John Cort afirma que esto significa que el maestro en la historia representa a Dios, y el "dinero" representa su gracia, que es "riqueza espiritual". Así, el significado de la parábola sería que uno debe tratar de crecer en el Señor, para multiplicar los propios tesoros en el cielo, no en la Tierra.
Además, los cristianos anticomunistas a veces sostienen que los derechos de propiedad privada son una extensión natural de la Imago Dei. Estos argumentos se estructuran en torno al relato del Génesis de la creación y la ley moral del Antiguo Testamento. Ellos argumentan que la soberanía individual prohíbe cualquier intercambio forzado o coaccionado de propiedad. David Gernhard de Defensores de la Libertad afirma que "Al crear al hombre a su imagen, Dios le dio a cada persona un control sobre sus propias facultades, y ya que los individuos no son superiores o inferiores a otros, derechos de propiedad independiente de los demás son parte del orden de la creación."